# Timo Stavitski
Timo Stavitski (Kirkkonummi, 17 juli 1999) is een Fins voetballer die doorgaans speelt als vleugelspeler. In augustus 2024 verruilde hij Inter Turku voor Mjällby AIF.

## Clubcarrière
Stavitski speelde in de jeugd van Kyrkslätt IF en HJK Helsinki, alvorens hij doorbrak bij RoPS Rovaniemi. Hij maakte zijn debuut op 12 april, op bezoek bij Inter Turku. Namens die club scoorden Alan Henrique en Mika Mäkitalo, voordat Njazi Kuqi de voorsprong flink uitbreidde met een hattrick. Stavitski, die in de basis mocht beginnen, deed na een klein uur spelen wat terug. Hierna scoorde Inter Turku weer via Timo Furuholm, waarna Robert Taylor de eindstand bepaalde op 6–2.
Na een seizoen in de hoofdmacht van RoPS, haalde SM Caen de Fin voor circa zeshonderdduizend euro naar Frankrijk. In 2018 werd hij een halfjaar verhuurd aan NK Osijek, waarvoor hij lechts een bekerwedstrijd zou spelen. Hierna keerde hij op huurbasis terug bij RoPS. Door een blessure kon hij bij deze club niet meer in actie komen en keerde hij vroegtijdig terug bij Caen. In de zomer van 2020 huurde MVV Maastricht de vleugelaanvaller voor de duur van een seizoen.
In januari 2022 mocht Stavitski transfervrij vertrekken bij Caen. Na een heel kalenderjaar zonder club tekende de aanvaller in januari 2023 bij Inter Turku. Na acht doelpunten in drieënveertig competitiewedstrijden voor Inter Turku werd hij overgenomen door Mjällby AIF.

## Clubstatistieken
| Seizoen | Club             | Competitie     | Competitie | Competitie | Beker | Beker | Internationaal | Internationaal | Totaal | Totaal |
| Seizoen | Club             | Competitie     | Wed.       | Dlp.       | Wed.  | Dlp.  | Wed.           | Dlp.           | Wed.   | Dlp.   |
| ------- | ---------------- | -------------- | ---------- | ---------- | ----- | ----- | -------------- | -------------- | ------ | ------ |
| 2017    | RoPS Rovaniemi   | Veikkausliiga  | 29         | 3          | 3     | 0     | —              | —              | 32     | 3      |
| 2017/18 | SM Caen          | Ligue 1        | 9          | 0          | 2     | 1     | —              | —              | 11     | 1      |
| 2018/19 | SM Caen          | Ligue 1        | 1          | 0          | 0     | 0     | —              | —              | 1      | 0      |
| 2018/19 | → NK Osijek      | 1. HNL         | 0          | 0          | 1     | 0     | —              | —              | 1      | 0      |
| 2018/19 | → RoPS Rovaniemi | Veikkausliiga  | 0          | 0          | 0     | 0     | —              | —              | 0      | 0      |
| 2019/20 | SM Caen          | Ligue 2        | 0          | 0          | 0     | 0     | —              | —              | 0      | 0      |
| 2020/21 | → MVV Maastricht | Eerste divisie | 13         | 0          | 0     | 0     | —              | —              | 13     | 0      |
| 2021/22 | SM Caen          | Ligue 2        | 0          | 0          | 0     | 0     | —              | —              | 0      | 0      |
| 2023    | Inter Turku      | Veikkausliiga  | 24         | 3          | 8     | 2     | —              | —              | 32     | 5      |
| 2024    | Inter Turku      | Veikkausliiga  | 19         | 5          | 11    | 2     | —              | —              | 30     | 7      |
| 2024    | Mjällby AIF      | Allsvenskan    | 0          | 0          | 0     | 0     | —              | —              | 0      | 0      |
| Totaal  | Totaal           | Totaal         | 109        | 11         | 25    | 5     | 0              | 0              | 134    | 16     |

Bijgewerkt op 23 augustus 2024.